# Reszta Izraela
Reszta Izraela, także Reszta – pojęcie występujące w Biblii i oznaczające tę część narodu wybranego, która dochowując wierności Bogu miała zostać przez niego zbawiona. O reszcie wspominali głównie prorocy Starego Testamentu.
W historii Izraela dokładne rozumienie reszty zmieniało się. Prorocy działający przed niewolą babilońską (przed 586 p.n.e.) za resztę uznawali tych, którzy przeżyli najazdy wrogów i uniknęli śmierci, albo wygnania. Po tym okresie resztą byli ci, którzy wrócili z niewoli. Te znaczenia podkreślały zarówno księga Amosa (Am 5,15), jak również Izajasza. Z kolei Jeremiasz ostrzegał, że choć Bóg miał zbawić resztę Izraela, to reszta z Judy, która wróci z Babilonu i wywędruje do Egiptu, zostanie zniszczona. Społeczność powygnaniowa uznawała się za wybawioną resztę, podobnie wspólnota z Kumran, uważająca się za ostatnią falę powracających z Babilonu.
W późniejszym, bardziej teologicznym rozumieniu (księgi Micheasza i Sofoniasza), pojęcie reszty odnoszono do wszystkich odkupionych.
W Nowym Testamencie resztą, która miała uniknąć kary za grzechy są wszyscy wierzący. Święty Paweł cytując księgi Ozeasza i Izajasza twierdził, że ci Żydzi, którzy wybrali chrześcijaństwo stanowią prawdziwą resztę, wybranych przez łaskę.